# Djurjivka, Nova Ușîțea
Djurjivka (în ucraineană Джуржівка) este un sat în comuna Hlibiv din raionul Nova Ușîțea, regiunea Hmelnîțkîi, Ucraina.

## Demografie
Componența lingvistică a localității Djurjivka
     Ucraineană (98,96%)
     Alte limbi (1,04%)
Conform recensământului din 2001, majoritatea populației localității Djurjivka era vorbitoare de ucraineană (98,96%), existând în minoritate și vorbitori de alte limbi.